# Rio Insar
O rio Insar (em russo:  Инсар) é um rio da Mordóvia, uma divisão federal da Rússia. É afluente, pela margem direita, do rio Alatyr, que por sua vez é afluente do rio Sura e este último do rio Volga. Tem 168 km de comprimento e drena uma bacia de 3860 km². Grande parte da sua água provém de neve derretida, pelo que o seu caudal é maior na primavera. A descarga média em Saransk é de 7,71 m³/s. O rio congela em novembro e descongela em abril.
As cidades principais banhadas pelo Insar são Ruzayevka e Saransk.